# کانالتو
جووانی آنتونیو کانال (۲۸ اکتبر ۱۶۹۷ – ۱۹ آوریل ۱۷۶۸) معروف به کانالتو (ایتالیایی: [kanaˈletto]) نقاش ایتالیایی چشم‌انداز اهل ونیز بود. او فرزند برناردو کانال است که او نیز نقاش بوده است. او بین سال‌های ۱۷۴۶ تا ۱۷۵۶ در انگلستان اقامت داشت. او به خاطر چشم‌اندازهایی که از ونیز کشیده، شهرت دارد. او برای صحنه‌هایی که برمی‌گزیند، مشهور است به طوری‌که در مورد آن‌ها گفته می‌شود «نماهایی خاطره‌انگیز از شهر.» از بهترین آثار او می‌توان به حیاط سنگ‌تراشی اشاره کرد که بین سال‌های ۱۷۲۵ تا ۱۷۳۰ کشیده شده است و هم‌اکنون در نگارخانه ملی لندن نگهداری می‌شود.
او به همراه جامباتیستا تیه‌پولو و جیووانی باتیستا پیازتا از استادان قدیم نقاشی ونیزی به حساب می‌آید.

## گزیدهٔ آثار

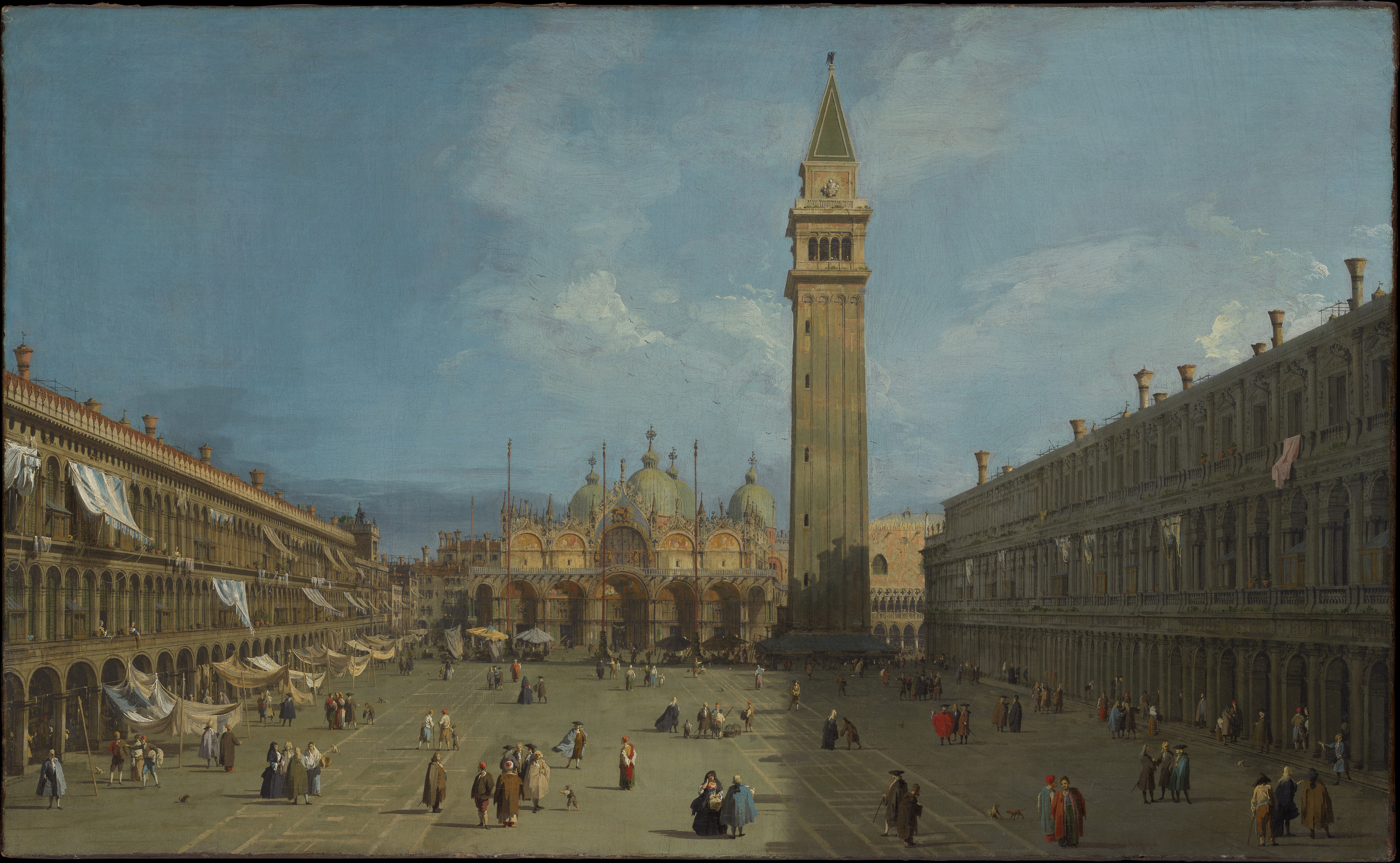
میدان سن مارکو و کلیسای جامع اواخر دههٔ ۱۷۲۰ م. موزه متروپولیتن نیویورک
بازگشت قایق دوک ونیز به اسکله در روز جشن عروج حوالی ۱۷۲۹ - ۱۷۳۲ م. موزه پوشکین
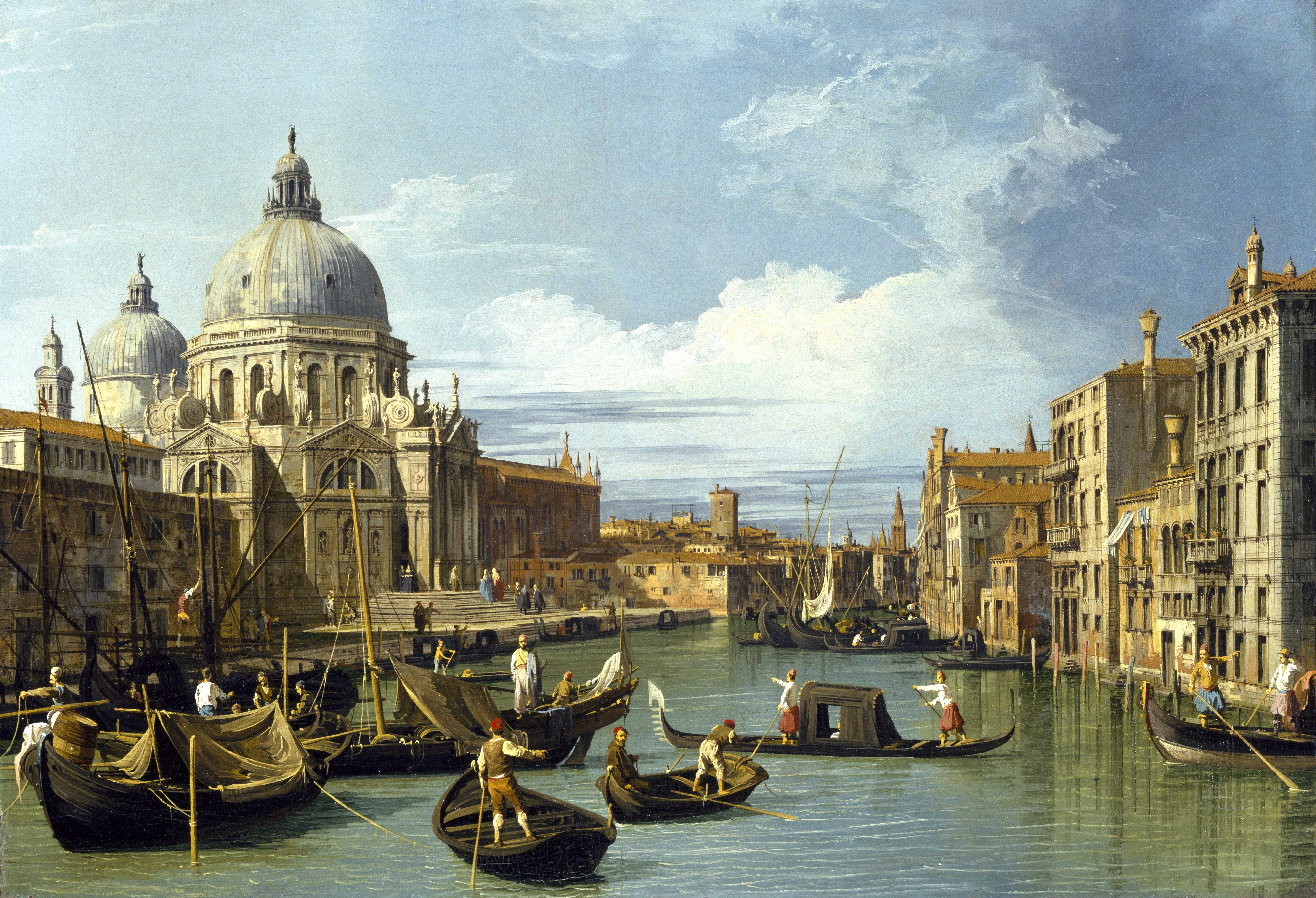
ورودی به گراند کانال ونیز حوالی ۱۷۳۰ م. موزه هنرهای زیبای هیوستون
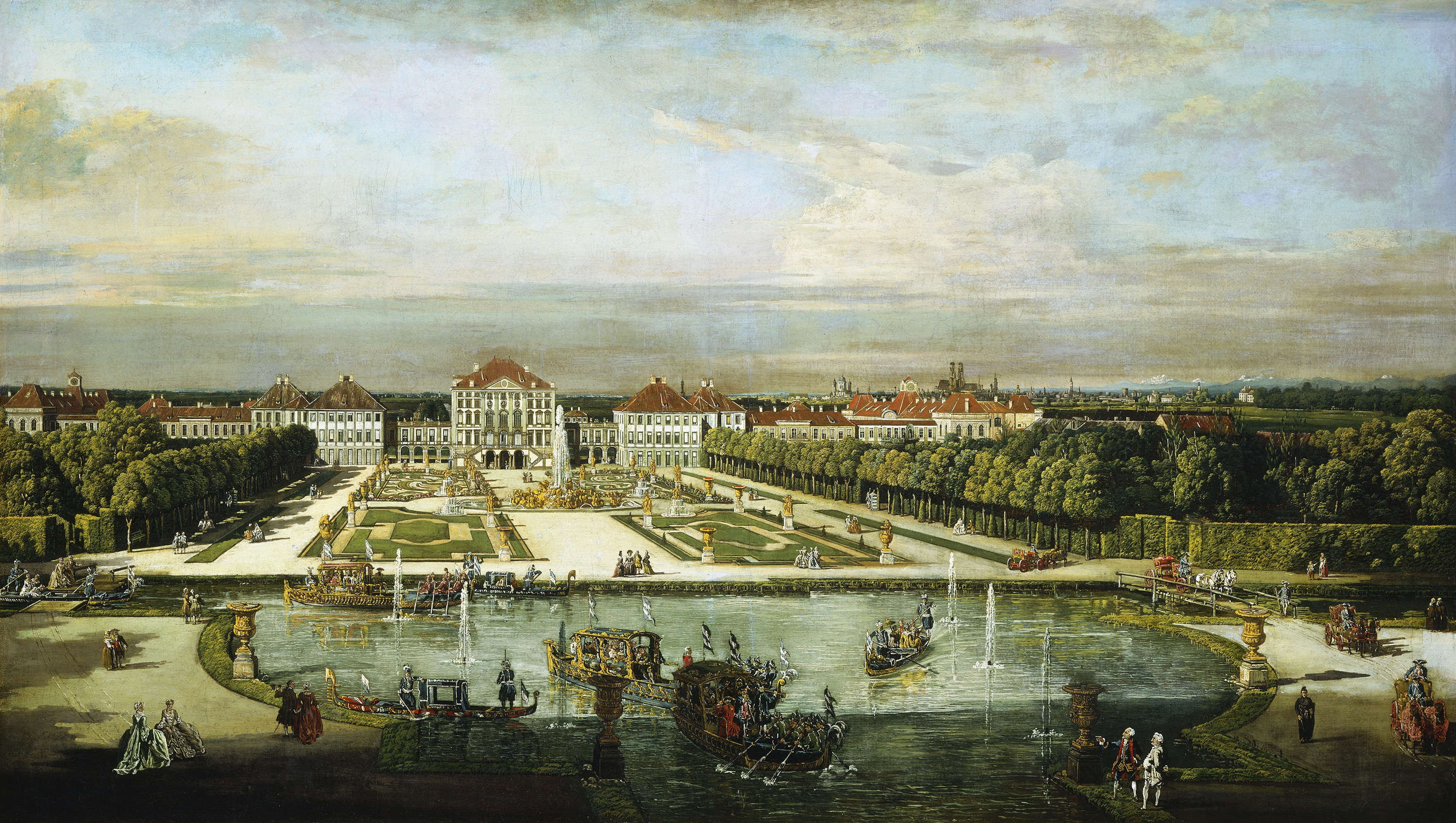
کاخ نیمفنبورگ (حوالی ۱۷۶۱ م) نگارخانه ملی هنر آمریکا
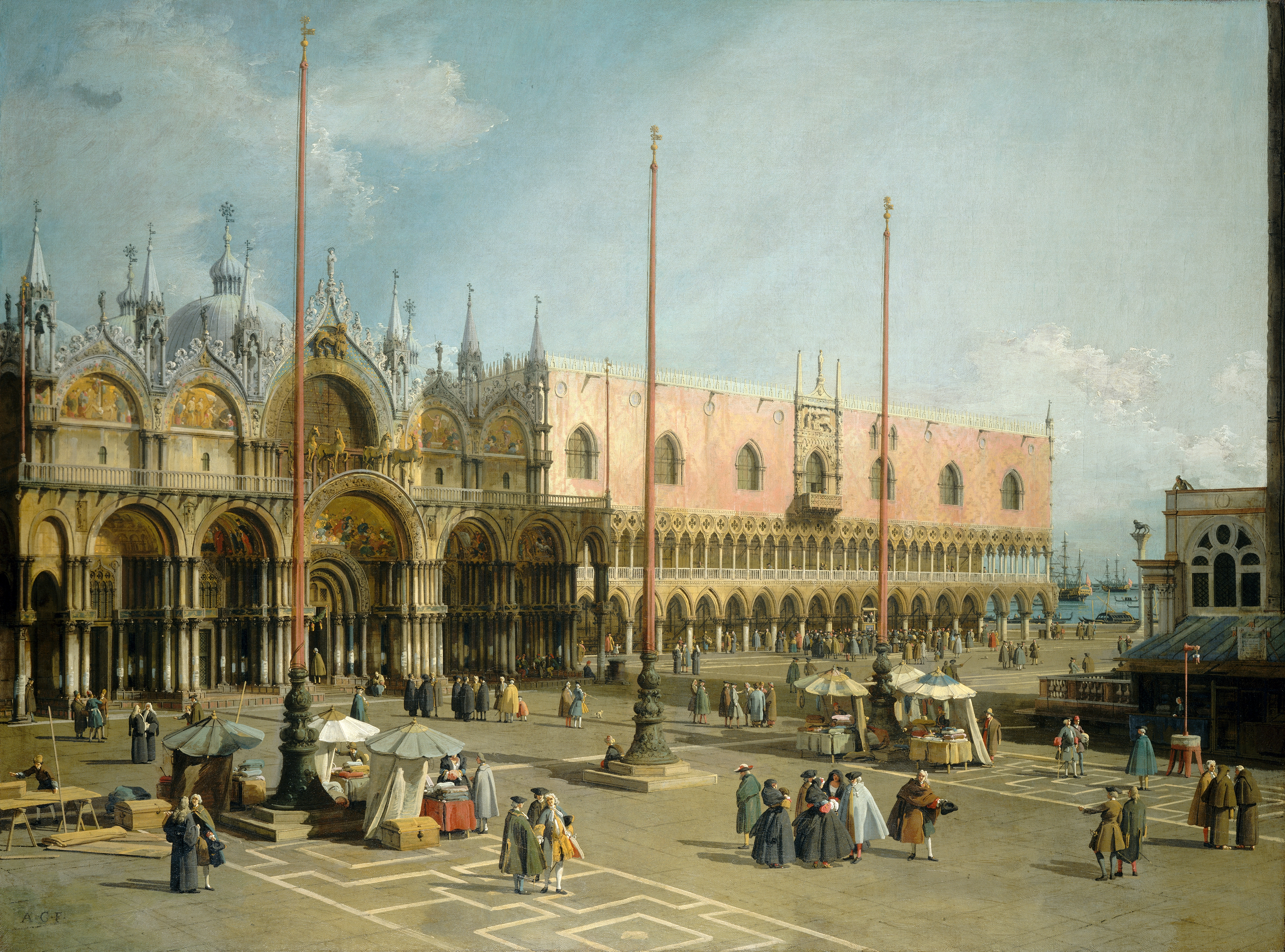
میدان سن مارکو بین ۱۷۴۲ و ۱۷۴۴ م. نگارخانه ملی هنر آمریکا
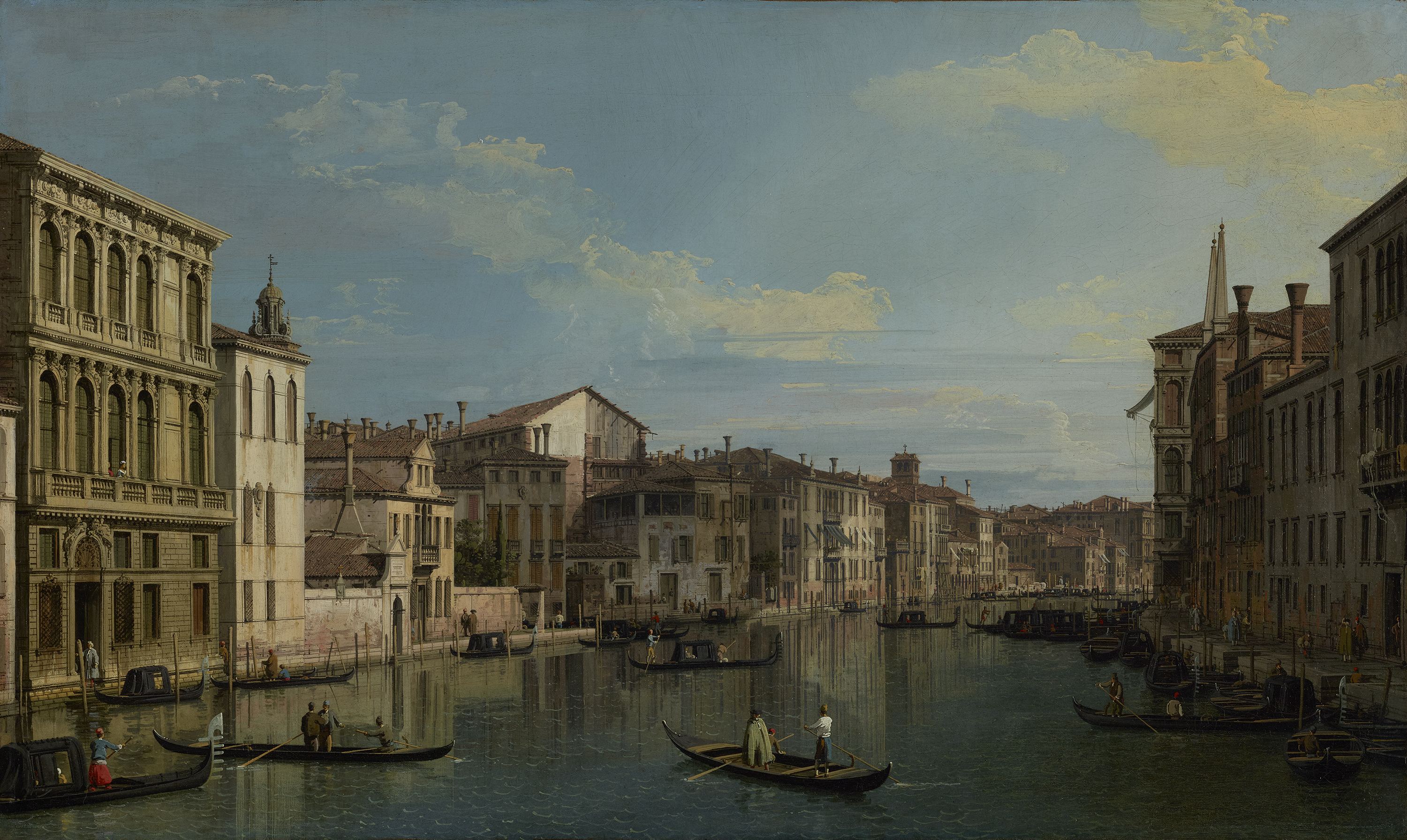
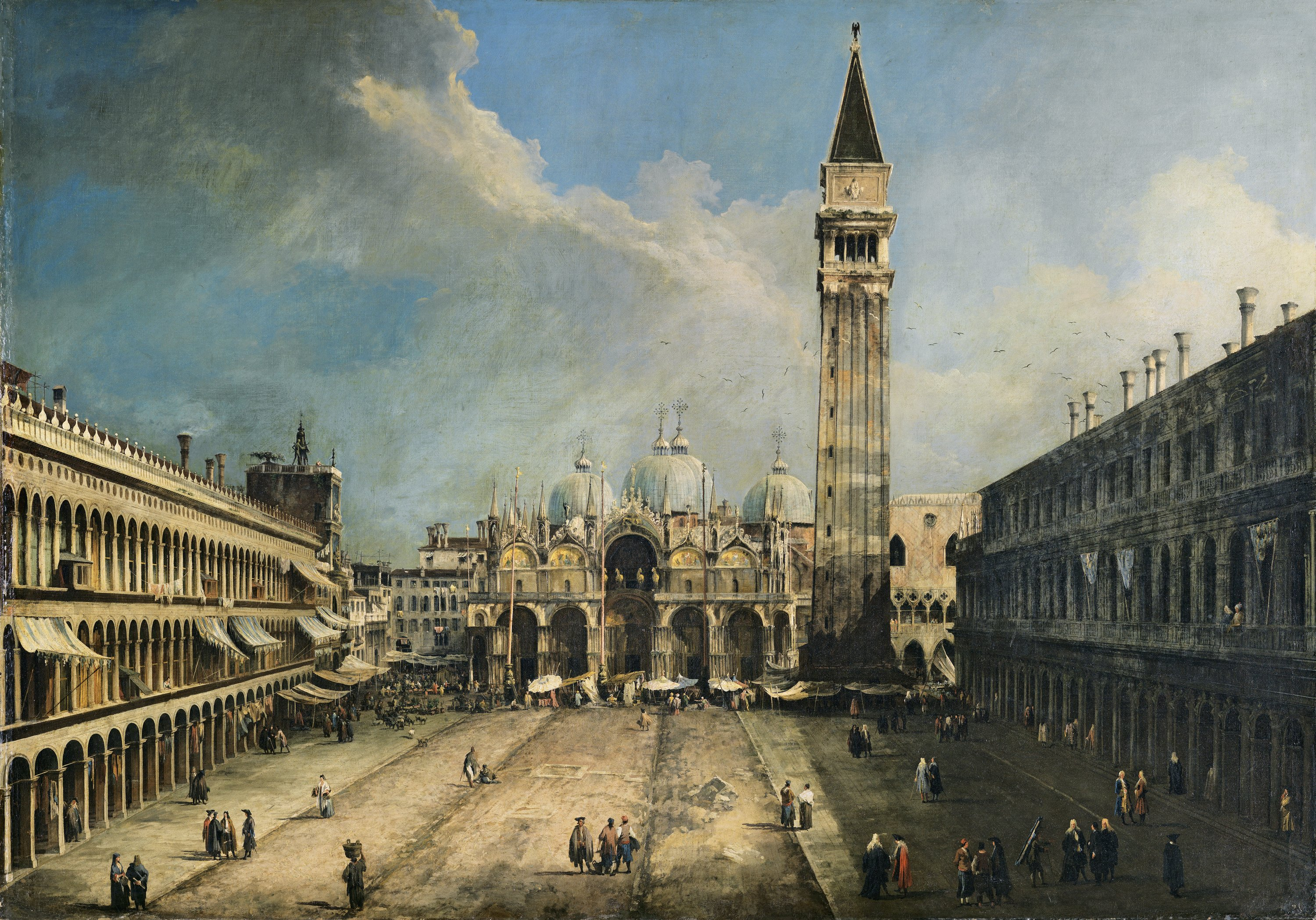
میدان سن مارکو
۱۷۲۳ تا ۱۷۲۴ میلادی
موزه تیسن-بورنمیسا